# Luftangriffe auf Weimar
In 19 Luftangriffen auf Weimar im Zweiten Weltkrieg warfen – ganz überwiegend – die United States Army Air Forces, mit Schwerpunkt zwischen 9. Februar und 31. März 1945, 965 Tonnen Bombenlast auf das Stadtgebiet von Weimar und Industrieanlagen ab. Dabei fanden über 1000 Einwohner und 600 KZ-Häftlinge und Kriegsgefangene den Tod. 1945 war auch der historische Stadtkern von den Bombardierungen betroffen. Viele Kulturbauten, öffentliche Einrichtungen, Wohnhäuser und Industrieanlagen in Weimar wurden dabei zerstört oder erheblich beschädigt. Bei einem schweren amerikanischen Luftangriff am 24. August 1944 wurden die dem KZ Buchenwald benachbarten Rüstungsindustrieanlagen auf dem Ettersberg zerstört (500 Tote).

## Luftangriffe 1940 bis 1944
- Leichte Luftangriffe der britischen RAF auf Weimar im Zweiten Weltkrieg begannen nachts am 23. und 24. April 1940. In der Nähe der Stadt gingen einzelne Spreng- und Brandbomben nieder, ohne größeren Schaden anzurichten. Am 24. Juli 1940 nachts warfen britische Flugzeuge aus etwa 100 Metern Höhe 50 Brandbomben auf den Forst Ettersberg ab. Sie griffen auch das KZ Buchenwald im Tiefflug mit Maschinengewehren an, ohne dass Personenschäden auftraten.[3] In der Nacht vom 16. zum 17. August 1940 waren Goethes Gartenhaus,[4] der Park, die Geschäftsstelle des DRK in der Belvederer Allee und ein Hilfslazarett durch Bombenabwürfe betroffen. Es gab starke Flak-Abwehr.[5]

- Im Jahr 1941 gab es 33 Fliegeralarme, aber keine Angriffe. 1942 erfolgten 3 Fliegeralarme, keine Angriffe.

Weimar befand sich seit Anfang der 1940er Jahre auf einer britischen Zielliste mit Fisch-Decknamen deutscher Städte als „Gwyniad“ (Große Maräne). 1942 plante der britische Luftmarschall Arthur Harris monatlich zwei Tausend-Bomber-Angriffe auf Ziele in Deutschland. In dieser Planung gab es auch einen Zielkomplex der zusammengefassten Städte Eisenach, Erfurt, Gotha, Jena und Weimar. Im November 1942 befand sich Weimar auf einer britischen Liste deutscher Städte mit geplanten „Einäscherungsbombardements“, die von Churchill aus strategischen Gründen zurückgezogen wurde. Im November 1943 wurde Weimar als Ziel in ein „Kleines Ruhrgebiet“ mitteldeutscher Städte einbezogen.
- Am 27. Mai 1943 abends Angriff eines einzelnen Flugzeugs mit Sprengbomben auf den Bahnhof Weimar. Vier Zivilisten starben, darunter drei Eisenbahner. Im Jahr 1943 gab es 100 Fliegeralarme.[8]

- Am 24. März 1944 erfolgte abends ein Angriff der USAAF in drei Wellen aus 4.000 bis 5.000 Meter Höhe mit 300 bis 400 Brandbomben auf den Bahnhof Weimar, den Rüstungsbetrieb Gustloff-Werk I und Umgebung. Es gab zahlreiche Brände, ein Wachposten starb, etwa 80 Menschen wurden obdachlos.[9]

### Luftangriff auf das KZ Buchenwald

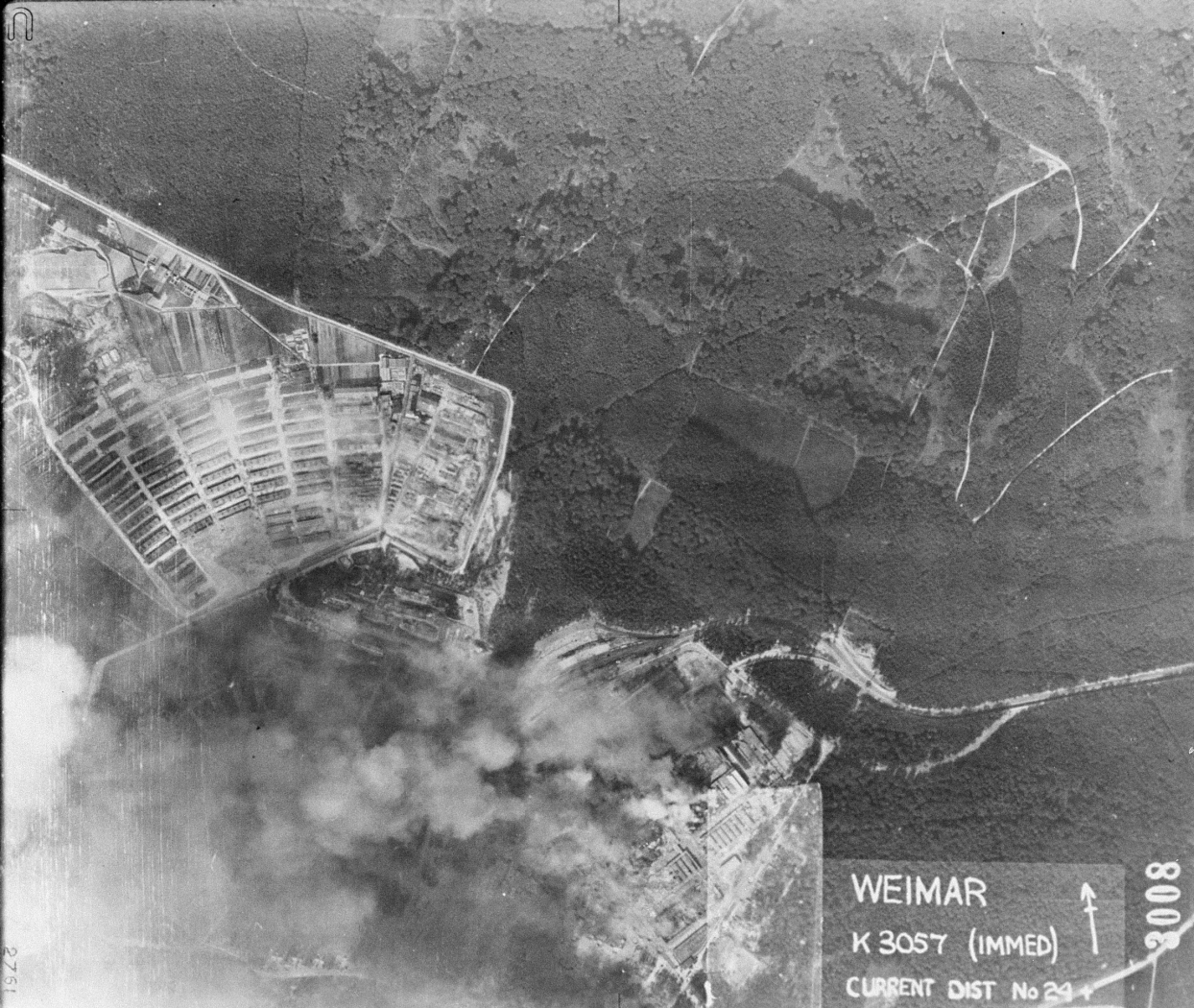
Luftbild von Buchenwald nach dem US-Bombenangriff am 24. August 1944

- Am 24. August 1944, von 12.18 bis 12.48 Uhr, griff bei klarem Himmel die 1st Bombardment Division der amerikanischen 8th Air Force mit 129 B-17 „Flying Fortress“ in 6–8 Wellen aus 7.500 Metern Höhe als Primärziel die großen Rüstungsanlagen des KZ Buchenwald, die Deutschen Ausrüstungswerke (im umzäunten Lagerbereich), das Werk Gustloff II (benachbart zum Lager) und SS-Einrichtungen auf dem Ettersberg an. Die „Fliegenden Festungen“ wurden von zahlreichen Jagdflugzeugen des Typs Mustang begleitet, die nach Sicht operierten und sich als Jagdbomber an der Bombardierung beteiligten. Im Kriegstagebuch der 8. US-Luftflotte ist der Angriff unter „Weimar ... an Armament Factory“ verzeichnet.[10] Die Werkhallen und weitere Ziele wurden von insgesamt 303 Tonnen Bomben schwer getroffen: 175 Stück 1.000-Pfund-Sprengbomben, 583 Stück 500-Pfund-Sprengbomben und 279 Stück 500-Pfund-Brandbomben. Es entstanden schwere Brände. Zerstört wurden außer den beiden genannten Rüstungsindustrie-Anlagen auch der Bahnhof mit Dienstgebäude, Gleisanlagen und 29 Waggons, Verwaltungsgebäude, die SS-Truppengaragen, andere SS-Einrichtungen, Wohnhäuser von SS-Angehörigen, Randbereiche des Häftlingslagers (Krematorium, Wäscherei, Desinfektion) und das benachbarte Sonderlager „Fichtenhain“ für Prominente. 388 Häftlinge, 82 SS-Leute und 24 Familienangehörige verloren ihr Leben, 65 SS-Leute wurden vermisst und 238 verwundet. Es gab 2.000 (1.462) verwundete Häftlinge, auch sehr viele (bis 525 bzw. 600) Schwerverletzte unter ihnen.[11][12][13][14] Die aus Häftlingen bestehende Lagerfeuerwehr hatte selbst drei Tote und zehn Schwerverletzte zu beklagen.[15] Zahlen über getötete deutsche Zivilarbeiter und -angestellte fehlen. Nach dem Angriff wurde auch der SPD-Politiker Rudolf Breitscheid tot unter Trümmern im Sonderbereich „Fichtenhain“ geborgen (der außerhalb des eigentlichen KZ lag), während seine Frau Tony Breitscheid überlebte. Deren Nachbarin, Prinzessin Mafalda von Hessen, Tochter des Königs von Italien und Ehefrau des Landgrafen Philipp von Hessen, erlag am 27. August ihrer Verwundung und Verbrennungen.[16] Ein weiteres Opfer war der tschechische Architekt Hugo Foltyn. Die NS-Propaganda behauptete, dass auch Ernst Thälmann bei dem Bombenangriff ums Leben gekommen sei. Nach Zeugenaussagen war er jedoch bereits am 18. August 1944 erschossen worden. Eine Brandbombe zerstörte die beim Bau des Lagers geschonte, mächtige „Goethe-Eiche“, die wenig später gefällt wurde.

Im Jahr 1944 gab es in Weimar 138, nach anderer Zählung 225 Fliegeralarme.
Im Januar 1945 hatte das britische Bomber Command eine Liste mit neuen Zielen (kleine und mittlere Städte) in Deutschland erarbeiten lassen. Auch Weimar war auf dieser Liste für Area Bombing verzeichnet, für Flächenangriffe auf Wohngebiete zum „Brechen der Moral“ der Zivilbevölkerung. Anfang Februar 1945 wurde „auf höchster (angloamerikanischer) Ebene“ eine Prioritäten-Liste mit „industriellen Ausweichzielen“ (einschließlich Weimar) beschlossen, die als Befehl an die Stabschefs der 8th Air Force und des Britischen Bomber Command herausging.
- Seit der Jahreswende 1944/1945 gehörten Luftalarme und leichtere Luftangriffe zum Alltag der Bevölkerung in Weimar.

Weimar zählte Anfang 1945 mit 57.400 Einwohnern so viele, wie bisher nie in der Geschichte der Stadt, darunter eine große Anzahl Luftkriegsevakuierte und Flüchtlinge. Schulen waren zu Lazaretten umgewandelt worden. Neben den üblichen Luftschutzräumen diente die Parkhöhle als 1944 eingerichteter „Luftschutzkeller von Weimar“. Nennenswerte Jagd- oder Flak-Abwehr gab es nicht mehr. Die Flak-Batterien wurden im September 1944 aus Weimar zum Fronteinsatz abgezogen. Das Deutsche Nationaltheater war im Oktober 1944 geschlossen und das davor stehende Goethe-Schiller-Denkmal bereits 1942 zum Schutz eingemauert worden. Die Särge von Goethe und Schiller wurden aus der Fürstengruft in einen Schutzbunker in Jena gebracht. Der Cranach-Altar in der Herderkirche war bereits 1940 ausgelagert worden.

### Großangriff am 9. Februar 1945

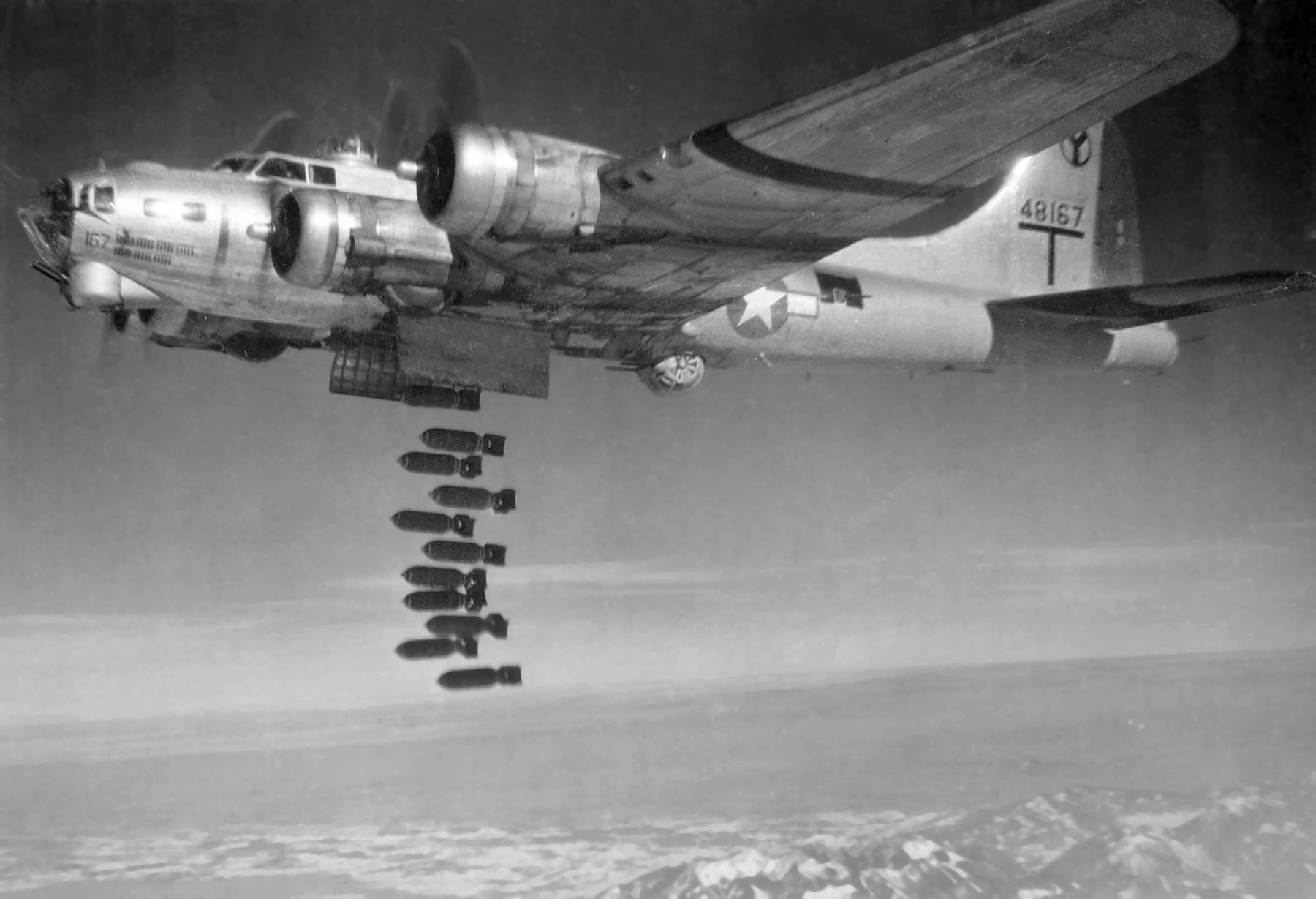
Eine US-amerikanische B-17 „Flying Fortress“ beim Bombenabwurf

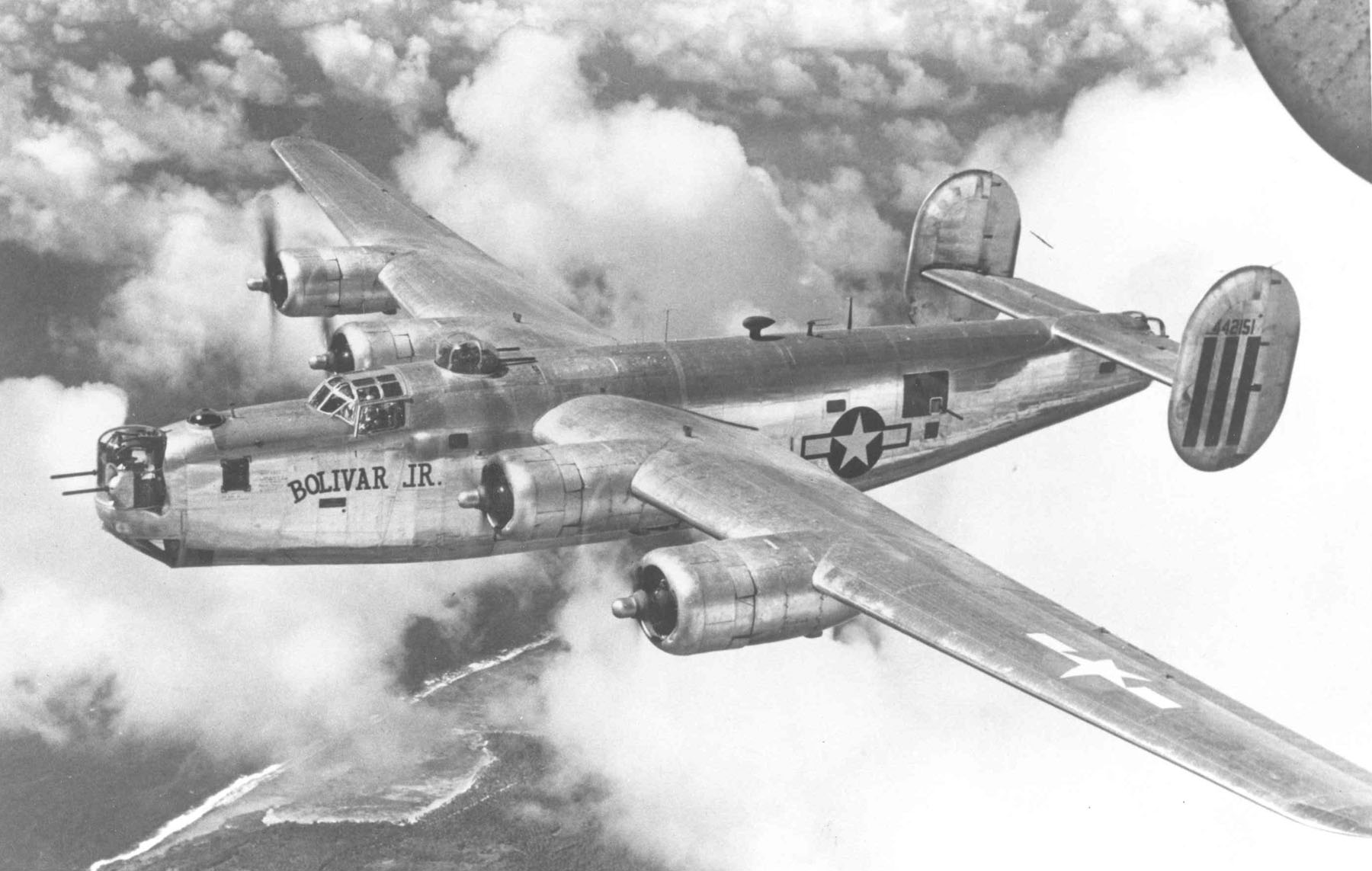
US-amerikanische B-24 „Liberator“

US-Langstrecken-Begleitjäger P-51 Mustang (1944)

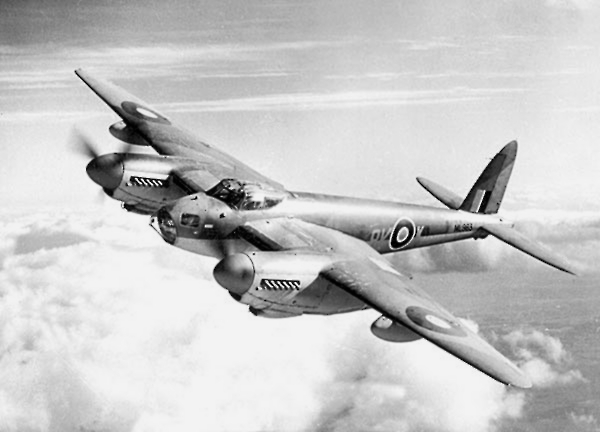
Britischer Schnellbomber Mosquito (1944)

Der 9. Februar 1945 ging als „Schwarzer Freitag“ in die Weimarer Geschichte ein. Er wurde zur größten Katastrophe, welche die Stadt bis dahin heimgesucht hatte. Die USAAF stufte ihren Angriff als „mittelschwer“ ein. Am Morgen des 9. Februar starteten in den englischen Grafschaften Norfolk und Suffolk 198 B-17 und 271 Begleitjäger vom Typ P-51 Mustang der 3rd Air Division der 8th Air Force. Als Angriffsziel waren Rüstungsbetriebe ausgewiesen. Gegen 12:00 Uhr erreichten die 7 Geschwader nach einer Flugroute über Ostende, Aachen, Köln, Fulda, Suhl, Plauen und Jena aus Richtung Südost nach Nordwest die Stadt Weimar. Nach Zielmarkierung durch eine Rauchbombe über dem Webicht warfen die Bomber in 3–4 Wellen zwischen 12:24 und 12:37 Uhr aus 5.000 bis 7.600 Metern Höhe 418 Tonnen hochexplosive Sprengbomben (1.925 Stück 500-Pfund-Bomben) auf die Innenstadt, Industrieanlagen (Gustloff-Werk I: 275 Treffer) und das Reichsbahngelände (Haupt- und Güterbahnhof, Betriebswerk) ab. „Die Innenstadt wurde ein Trümmerfeld“, einschließlich vieler ihrer zahlreichen Kulturbauten. Die Strom- und Wasserversorgung brachen zusammen. 560 Wohnhäuser wurden zerstört oder schwer beschädigt, 2.000 Menschen dadurch obdachlos. Zerstört oder schwer beschädigt wurden unter anderem das Goethe- und das Schiller-Haus, die Stadtkirche St. Peter und Paul, das Deutsche Nationaltheater (das ausbrannte), das Wittumspalais, die Markt-Nordseite und das Stadthaus. 461 Einwohner, zusammen mit ausländischen Arbeitern, Kriegsgefangenen und Häftlingen über 1.100 Menschen verloren ihr Leben. Im Kindergarten der NSV in der Richard-Strauß-Straße (heute Kita „Hufeland“) starben durch einen Volltreffer 31 Kinder, insgesamt in Weimar etwa 85 Kinder. Nach dem Angriff wurden 16 neue bombensichere Räume in der Parkhöhle in Klinkerbauweise ausgebaut. Zur Bergung von Verschütteten und Leichen, sowie zur Trümmerbeseitigung in Wohngebieten und Betrieben wurden nach diesem Angriff und den weiteren neben Luftschutz-Personal, Soldaten und Hitlerjungen auch Kriegsgefangene und Häftlinge eingesetzt. Eine große Rolle spielte die Selbsthilfe der betroffenen Bevölkerung, selbst bei der Bekämpfung von Bränden auf Dächern und beim Beseitigen von Brandbomben.
Als deutsche Abwehr waren nur einige Abfangjäger und leichte Flak im Norden der Stadt im Einsatz gewesen. Über Weimar hatten die Amerikaner keine Verluste, während des Rückflugs wurden drei Fliegende Festungen abgeschossen.

### Weitere Luftangriffe 1945
- Am 11. Februar forderte ein nächtlicher Bombeneinschlag 6 Todesopfer.

- Beim Bombenangriff am 23. Februar 1945 im Rahmen der Operation Clarion kamen besonders Am Horn östlich des Parks an der Ilm und am Lindenberg, an der Jenaer Straße und der Webichtallee 32 Einwohner ums Leben. Es gab viele Verschüttete und Verwundete. Die 2nd Air Division der 8th Air Force hatte ab 11.46 Uhr mit 57 B-24 „Liberator“ Bombern und starker Jäger-Eskorte aus 5.800 Metern Höhe die Bahnanlagen und Rüstungsindustrie als „Primärziel“. 136 Tonnen Bomben wurden abgeworfen (543 Stück 500-Pfund-Sprengbomben und 8 Stück 100-Pfund-Brandbomben). Das Gustloff-Werk I. wurde verfehlt, Gleisanlagen getroffen. An diesem Tag gab es 7 mal Luftalarm.

- Am 25. Februar erfolgten weitere Bombenangriffe, ohne größere Schäden.

- Am 27. Februar erfolgte mittags ein Luftangriff der USAAF mit 500 Stabbrandbomben und einigen Sprengbomben. Polizeipräsidium und weitere Umgebung nahmen schweren Schaden. Es gab drei zivile deutsche Tote. Einsatzkräfte wurden beim Löschen der zahlreichen Brände durch Tiefflieger behindert.

- Am 27. Februar griffen amerikanische Tiefflieger einen Konvoi alliierter Kriegsgefangener (Russen, Engländer, Belgier und Franzosen) auf offener Straße an. 117 (118) von ihnen wurden dabei getötet, 175 weitere zum Teil schwer verletzt. Auch zwei deutsche Soldaten wurden getötet, vier verwundet.[22] Dieser Vorgang ereignete sich auf der Reichsautobahn bei Weimar (zwischen den Abfahrten Gelmeroda und Nohra) auf der Höhe Obergrunstedt.[23] Die gefallenen Kriegsgefangenen wurden von Überlebenden unterhalb des Friedhofs von Obergrunstedt beigesetzt. Zunächst wurden Holzkreuze für jede betroffene Nation aufgestellt. 1965 errichtete man eine Gedenkstätte, die nach der „Wende“ bis 2015 „in Vergessenheit“ geriet.[24]

→ Hauptartikel: US-Tieffliegerangriff bei Weimar (27. Februar 1945)
- Am 10. März griffen abends einzelne Kampfflugzeuge der RAF mit Sprengbomben und Luftminen die Innenstadt an und verursachten schwere Zerstörungen. 9 (oder 11) Menschenleben waren zu beklagen.[25]

- Am 15. März abends attackierte erneut die RAF mit Jagdbombern die Gegend des Webicht, Jenaer Straße, Berkaer Straße und Silberblick.

- Am 17. März griffen die USAAF mittags um 13.18 bis 13.25 Uhr mit 30 Flugzeugen das Gustloff-Werk I und Bahnanlagen an. Durch 180 Spreng- und Brandbomben starben 12 Menschen. Es gab viele Verwundete und Verschüttete. Bomben fielen auch auf das Webicht, auf den Lindenberg, in den Schlachthof, auf eine Polizeikaserne, Am Horn und auf die Wilhelmskaserne in der Leibniz-Allee.

- Am 31. März (Karsamstag) gab es morgens gegen 8.45 Uhr den 289. Fliegeralarm in Weimar. 36 B-17 Bomber (mit Eskorte) der 1st Air Division legten als „Gelegenheitsziel“ aus 7.300 Meter Höhe einen Bombenteppich (208 Stück 1.000-Pfund Sprengbomben) quer von der Falkenburg über den Park bis zur Ackerwand und weiter bis zur Bodelschwingh-Straße und Jenaer Straße und im Norden der Stadt. 108 Tonnen Bomben zerstörten das Tempelherrenhaus an der Ilm, zahlreiche Wohnhäuser und die Eisenbahnlinie Weimar-Jena. Der Angriff kostete 77 Menschen das Leben.

- Am 31. März war Weimar zunächst durch die 12. US-Armee-Gruppe für einen „strategischen Luftangriff“ des Bomber Command der RAF auf dessen Drängen freigegeben worden, diese Zustimmung wurde dann jedoch von den Amerikanern kurzfristig zurückgezogen.[26]

Die Luftangriffe gingen jedoch weiter, bevorzugt jetzt durch Tiefflieger, auch mit Bordwaffen auf Zivilisten. Am 5. April gab es 12 Tote (Einwohner und Zwangsarbeiter), beim letzten Angriff am 10. April 5 Tote.
Die gut erkennbaren Kasernen-Anlagen aus den 1930er Jahren, das Gauforum oder die Residenz des Gauleiters waren keine Ziele von Luftangriffen gewesen. Der Schadensplan (Schadenskarte) von Weimar 1945 zeigt eindeutig zwei voneinander abgegrenzte Schwerpunkte der Bombardierungen: die Innenstadt und den Industrie-Komplex um die Gustloff-Werke I im Nordosten der Stadt.

Schadensplan der Stadt Weimar nach Kriegsende 1945

Insgesamt erlebte Weimar 442 (529) Fliegeralarme. Von Januar 1943 bis April ertönten die Sirenen an 698 Tagen. Besonders 1944 und 1945 erfolgten häufige Überflüge von Bomberströmen mit anderen Zielen in Mitteldeutschland.
Der Landkreis Weimar bot mit dem Fliegerhorst Nohra ein besonderes militärisches Ziel. Doch erfolgten auch zunehmend Tieffliegerangriffe auf Anlagen der Reichsbahn (Bahnhöfe, Stellwerke, Gleise), auf Eisenbahnzüge und Menschen im Freien.
Am 12. April morgens rollten die ersten US-Panzer in das von der Wehrmacht geräumte Weimar ein, ohne auf Widerstand zu stoßen. Am Morgen dieses Tages hatte noch ein Ultimatum des US-Oberst Costello an den (nicht mehr in Weimar befindlichen) deutschen Stadtkommandanten den Oberbürgermeister Otto Koch erreicht. Wenn die Stadt nicht bis 8.30 Uhr übergeben wäre, würde sie durch ein schweres Luftbombardement und Artilleriebeschuss zerstört werden. Koch erklärte gegenüber dem US-Befehlshaber die kampflose Übergabe.

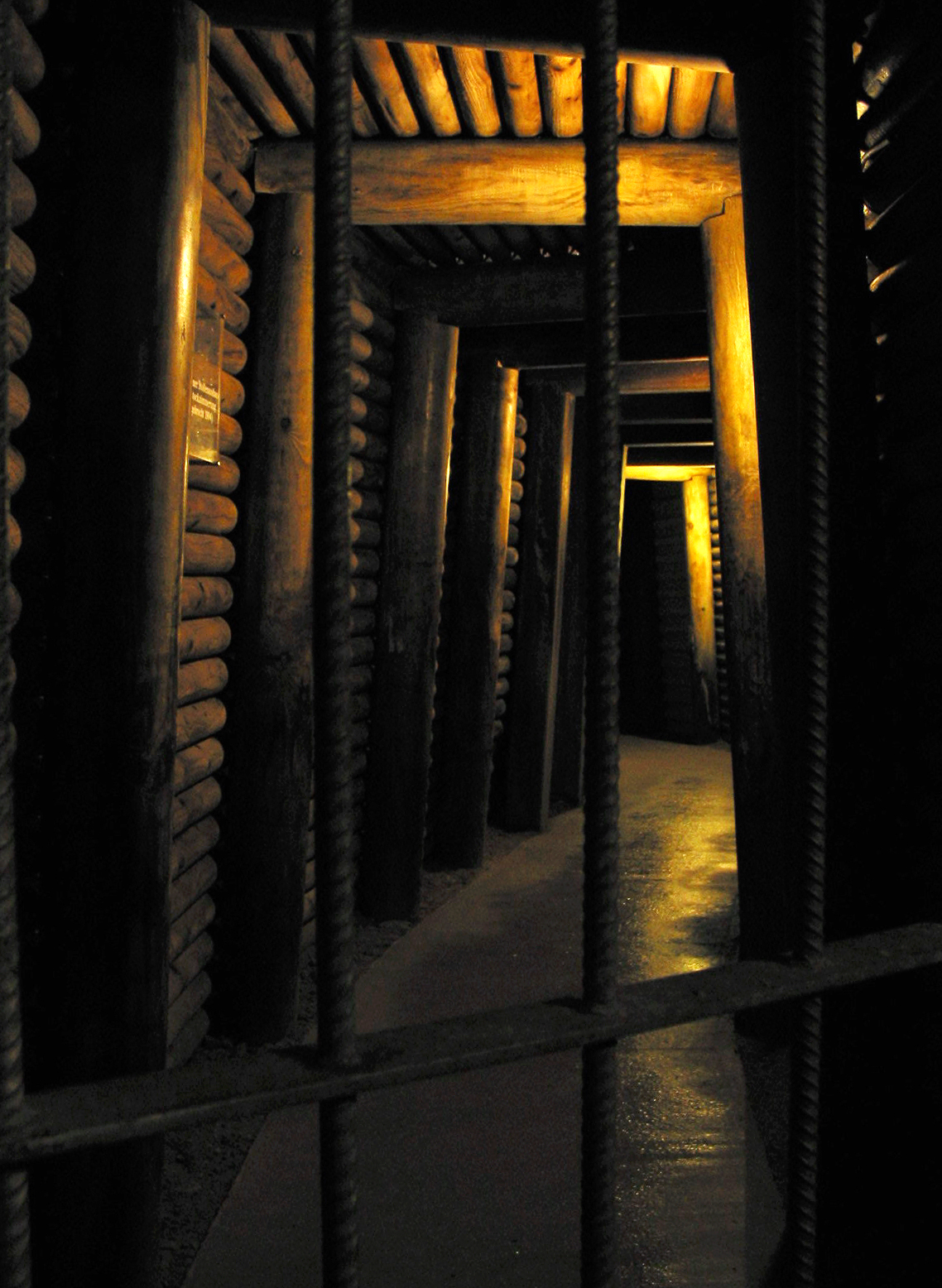
Die Parkhöhle als Öffentlicher Luftschutzraum

## Todesopfer
Die Zahl der bei den Luftangriffen auf Weimar getöteten Einwohner wird mit 1.254 (darunter 102 Kinder), die der getöteten KZ-Häftlinge, ausländischen Arbeiter und Kriegsgefangenen mit 600 angegeben. Das sind zusammen 1.854 Todesopfer. Geht man davon aus, dass in dieser Zahl die bei dem Angriff auf die Rüstungswerke des KZ Buchenwald am 24. August 1944 ums Leben Gekommenen nicht enthalten sind, kommen noch einmal etwa 500 Tote hinzu: das wären 2.350 insgesamt. Wie viele deutsche Soldaten in Weimar bei Luftangriffen ums Leben gekommen sind, ist nicht bekannt.

## Materieller Schaden an Wohnhäusern und Öffentlichen Gebäuden
Die unmittelbaren materiellen Bombenschäden in Weimar wurden auf rund 18 Millionen Reichsmark geschätzt: 325 total zerstörte Häuser, 750 Häuser mittelschwer bis leicht beschädigt, 1.300 Wohnungen zerstört, 4300 Wohnungen beschädigt. Man findet neben dem Totalverlust von 325 Gebäuden auch die Angabe von 210 schwer, 758 mittelschwer und 2.900 leicht beschädigten Gebäuden, von 5.824 insgesamt.
Also die gesamte Altstadt war davon betroffen.

## Verluste und Schäden an Kulturbauten

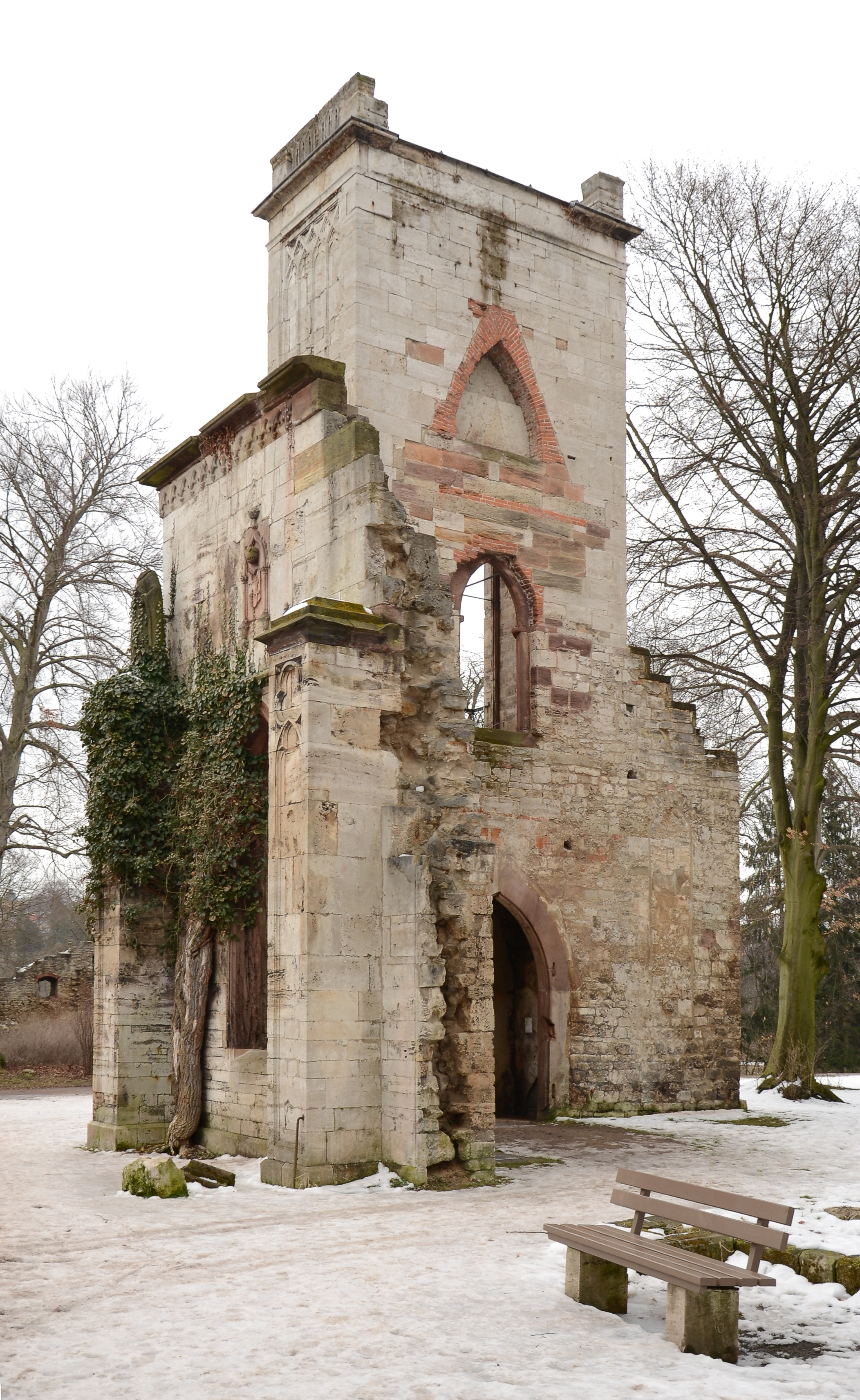
Tempelherrenhaus, zerstört 1945

Die folgenden Angaben stammen aus dem Kapitel „Weimar“ von Rudolf Zießler aus dem Standardwerk „Schicksale deutscher Baudenkmale im Zweiten Weltkrieg“ (1978). Einen guten Eindruck vom Ausmaß der Zerstörungen vermittelt der Katalog zur Sonderausstellung des Stadtmuseums 2015
Flächenschäden durch die Bombenangriffe mit totaler Vernichtung des Denkmalbestandes traten vornehmlich am Markt, in der Marktstraße, Windischen-Straße, Rittergasse, am Frauenplan sowie am Theaterplatz auf.
Zerstört oder in verschiedenem Maße beschädigt wurden:
- Die Stadtkirche Herderkirche (9. Februar 1945): das Steildach wurde weitgehend zerstört, die Holzgewölbe und die noch vorhandenen steinernen Gewölbe in den Ostteilen stürzten ein, das gesamte Innere wurde in Mitleidenschaft gezogen. Die Wiedereinweihung der Kirche wurde nach Wiederaufbau im Juni 1953 begangen.
- Das Gelbe Schloss (9. Februar): bis auf Umfassungsmauern zerstört
- Die Jägerhäuser (Marienstraße): der mittlere Teil zerstört, nach dem Krieg ersetzt[37]
- Das Floßgeldeinnehmerhaus (zur Bauhaus-Universität Weimar gehörend, Ausgang Marienstraße): getroffen[38]
- Das Tempelherrenhaus im Goethe-Park, am 9. Februar und am 31. März 1945 bis auf den Turm zerstört, dieser als Ruine erhalten

- Das Landesmuseum (Neues Museum): durch Minenbombe besonders am Dach beschädigt. Zur Ruine wurde es jedoch erst durch Vernachlässigung zur DDR-Zeit („Nachkriegsruine“). Nach der „Wende“ in den 1990er ahren Wiederaufbau.[39]
- Das Deutsche Nationaltheater (9. Februar): (wurde ab Ende 1944 als Rüstungsbetrieb genutzt): weitgehend ausgebrannt, die Hinterbühne durch Sprengbomben zerstört. Erhalten die Wandgemälde und das Äußere des Zuschauerhauses. Erhalten blieb das seit 1942 durch Splitterschutz weitgehend gesicherte Goethe-Schiller-Denkmal vor dem DNT[40].
- Das Theaterkasino und Geschäftshaus Theaterplatz 1[41] zerstört
- Der Markt (9. Februar):
  - Die Ost- und Nordseite, entlang der Kauf- und Marktstraße: zerstört oder schwer in Mitleidenschaft gezogen. Von den bedeutenden Gebäuden am Markt blieb nur das Cranach-Haus mit geringen Schäden verschont.
  - Die Hofapotheke am Marktplatz: nach Teilzerstörung (rechte Seite) später ganz abgetragen, der zunächst notdürftig abgestützte Renaissance-Erker geborgen
  - Das Haus Markt 8 aus dem 16. Jahrhundert: zerstört, Reste abgetragen
  - Das Stadthaus (Markt 9): zerstört bis auf Teile der Umfassungswände und des Giebels, nach dem Krieg durch moderne Gebäudeteile ergänzt
  - Die Historischen Weinstuben „Fürstenkeller“ (Markt 15), Reste beseitigt
  - Der Gasthof Erbprinz (Markt 16), wo in einem Vorgängerbau die Familie Bach gelebt hatte: die 3 östlichen Achsen beschädigt und bis Erdgeschoss-Höhe abgetragen
- Das Kaufhaus Tietz zerstört
- Frauenplan (9. Februar): die Bebauung an der Nordseite des Platzes, sowie an der Frauentor-Straße und Brauhaus-Gasse aus 18. und 19. Jahrhundert zerstört
- Goethe-Haus (9. Februar): schwere Schäden am Mansarddach des Mittelrisalits, rechter Seitenrisalit vollständig zerstört. Beschädigung des Inneren, betroffen fast alle Mansardenzimmer, auch Goethes Arbeitszimmer, die darunterliegenden, geräumten Wohnräume und das Junozimmer, vernichtet das Urbinozimmer und die dahinterliegende Rundtreppe.[42] Der Erweiterungsbau von 1933/34 ebenfalls schwer betroffen. Die Wiederherstellungsmaßnahmen dauerten bis Juni 1949, im Inneren bis Juni 1954.
- Schiller-Haus (9. Februar): durch Druckwellen von Sprengbomben erschüttert. Der Wiederaufbau dauerte Jahre, das Mansardengeschoss konnte der Öffentlichkeit im Mai 1954 übergeben werden. Der hinter dem Schillerhaus an der Windischenstraße liegende Gasthof „Goldner Anker“ wurde zerstört.
- Das Wittumspalais (9. Februar 1945): schwer beschädigt an Dach und Fassaden
- Das Kornhaus (Am Palais 4, heute Musikhochschule), als Franziskanerkirche errichtet: schwer beschädigt, Dachstuhl ausgebrannt
- Gebäude auf dem Zeughof-Areal zwischen Kornhaus und Böttchergasse (9. Februar, 10. März):
  - Das Wagenremise bzw. Kulissenhaus am Theaterplatz: Dach und rückwärtige Teile beschädigt
  - Das Zeughaus (9. Februar): schwer getroffen, die Ruine bis auf die Erdgeschoss-Wände abgetragen
  - Lützelburgisches Renaissancehaus am Zeughof (Geleitstraße 1): schwer getroffen und später abgetragen[43]
  - Geleitstraße 3, Gebäude aus 18. Jahrhundert: zerstört
- Geleitstraße 4 (Ecke Rittergasse): Rokoko-Fassade beschädigt, sie wurde später entfernt
- Deutschritterhaus am Herderplatz: schwer beschädigt[44]
- Stadtbücherei und Meßhaus: schwer getroffen[45]
- Gebäude der Großherzoglichen Schatull-Verwaltung (am heutigen Beethovenplatz): am 9. Februar 1945 schwer getroffen und eingestürzt[46]
- Coudraysches Torhaus (Erfurter Straße): beschädigt

Weniger schwer betroffen waren Gebäude wie das Residenzschloss (bei dem das Wandbild von Charles Crodel beschädigt wurde), Goethes Gartenhaus, das Kirms-Krackow-Haus, der Sächsische Hof.
Nach Übernahme der Besatzung durch die Rote Armee ordnete der sowjetische Befehlshaber über den Oberbürgermeister am 11. Juli an, binnen einer Woche Bautrümmer und Unrat von den Straßen zu entfernen. Dazu wurden alle Männer von 15 bis 65 und alle Frauen von 15 bis 50 Jahren verpflichtet. Die systematische Enttrümmerung der Ruinengelände begann im April 1947. Die dabei angefallene Schuttmenge wurde auf 60.000 Kubikmeter geschätzt.

## Begräbnis- und Gedenkstätten

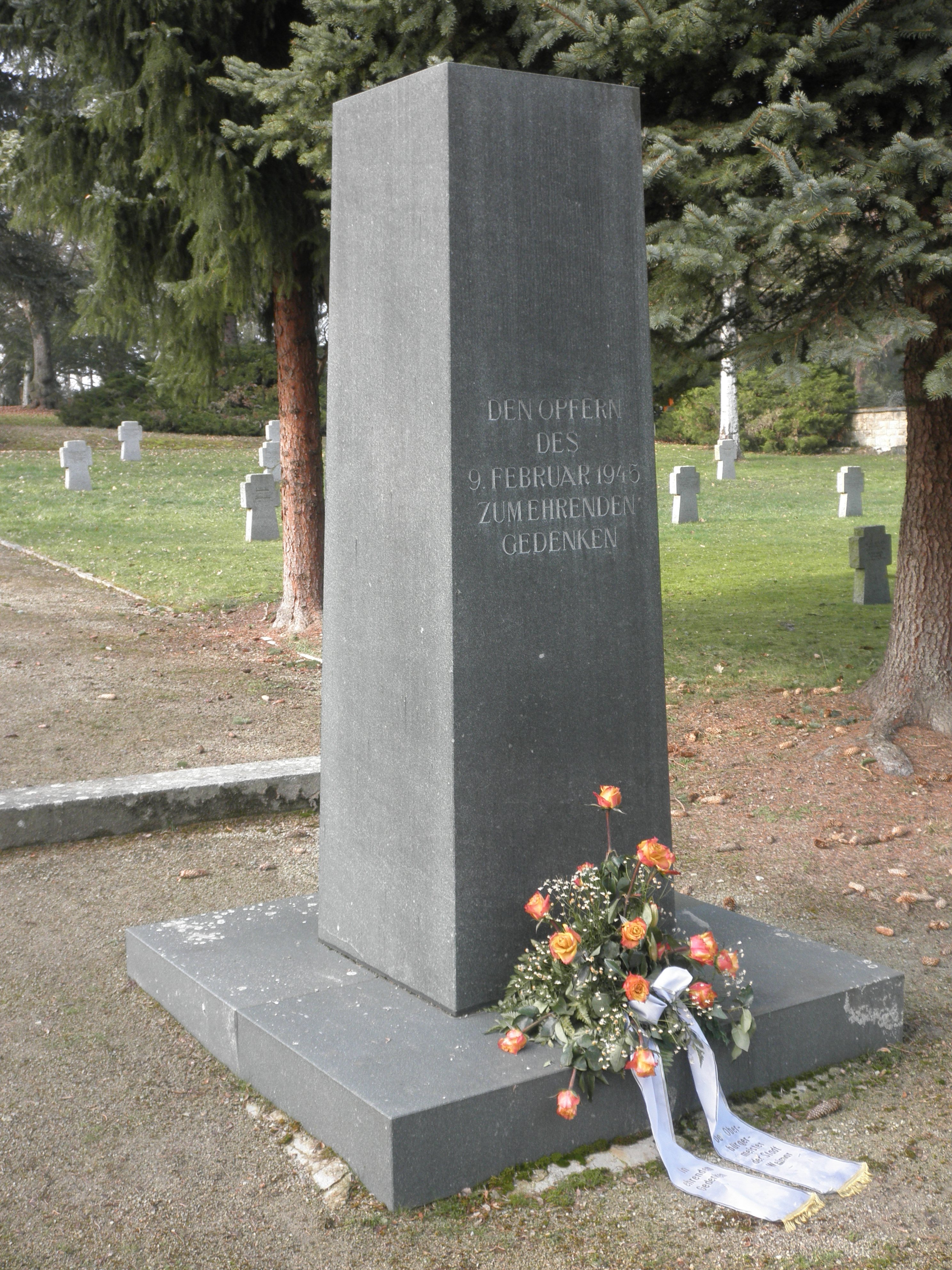
Gedenkstein für die Bombenopfer in Weimar ab 9. Februar 1945

Die Toten des 9. Februar 1945 und der noch folgenden Luftangriffe fanden ihre letzte Ruhestätte auf dem Südteil des Weimarer Hauptfriedhofs Berkaer Straße. Dort wurde ihnen eine Gedenkstele gesetzt. Diese trägt die Inschrift: „DEN OPFERN DES 9. FEBRUAR 1945 ZUM EHRENDEN GEDENKEN“. Unterhalb der Gräberfelder finden sich Gedenksteine mit den Namen der Opfer, des größten Teils der 1.254 ums Leben gekommenen Einwohner Weimars.
Es gab oberhalb benachbart auch eine Gedenkstätte für die am 28. August 1944 auf dem Hauptfriedhof beigesetzten SS-Leute und Angehörige, die bei dem Luftangriff auf die Rüstungswerke und SS-Einrichtungen auf dem Ettersberg (KZ Buchenwald) am 24. August ums Leben gekommen waren. Jetzt finden sich dort noch einige steinerne Grabkreuze mit diesem Todesdatum vom Volksbund Deutsche Kriegsgräberfürsorge, wie auch für in Weimar im Zweiten Weltkrieg gefallene oder verstorbene Soldaten. Die Dienstgrade auf einem Teil der Kreuze wurden erkennbar gelöscht.
Oberhalb des Gräberfeldes steht ein Gedenkstein, mit dem die Deutsche Hypothekenbank ihre 22 männlichen und 15 weiblichen Mitarbeiter namentlich ehrt, die „am 9.2.1945 ihr Leben im Dienste der Deutschen Hypothekenbank – durch den Fliegerangriff auf Weimar (verloren)“.